# Anoplodactylus lagenus
Anoplodactylus lagenus är en havsspindelart som beskrevs av Nakamura, K. och C.A. Child 1983. Anoplodactylus lagenus ingår i släktet Anoplodactylus och familjen Phoxichilidiidae. Inga underarter finns listade i Catalogue of Life.